# Fudbalski Klub Sarajevo 2013-2014
Questa voce raccoglie le informazioni riguardanti il Fudbalski Klub Sarajevo nelle competizioni ufficiali della stagione 2013-2014.

## Rosa
| N. |                                 | Ruolo | Calciatore        |
| -- | ------------------------------- | ----- | ----------------- |
| 1  | Bosnia ed Erzegovina (bandiera) | P     | Emir Plakalo      |
| 4  | Bosnia ed Erzegovina (bandiera) | D     | Haris Muharemović |
| 5  | Croazia (bandiera)              | D     | Mario Barić       |
| 6  | Bosnia ed Erzegovina (bandiera) | D     | Adnan Kovačević   |
| 7  | Serbia (bandiera)               | C     | Miloš Stojčev     |
| 8  | Croazia (bandiera)              | C     | Mato Jajalo       |
| 9  | Bosnia ed Erzegovina (bandiera) | C     | Anid Travančić    |
| 10 | Bosnia ed Erzegovina (bandiera) | C     | Dušan Jevtć       |
| 11 | Macedonia del Nord (bandiera)   | A     | Krste Velkoski    |
| 13 | Bosnia ed Erzegovina (bandiera) | C     | Ognjen Todorović  |
| 14 | Serbia (bandiera)               | D     | Ivan Tatomirović  |
| 15 | Bosnia ed Erzegovina (bandiera) | A     | Alem Plakalo      |
| 16 | Serbia (bandiera)               | C     | Radan Šunjevarić  |
| 17 | Bosnia ed Erzegovina (bandiera) | C     | Muhamed Džakmić   |
| 18 | Croazia (bandiera)              | C     | Dario Purić       |
| 19 | Bosnia ed Erzegovina (bandiera) | P     | Dejan Bandović    |

| N. |                                 | Ruolo | Calciatore                 |
| -- | ------------------------------- | ----- | -------------------------- |
| 20 | Bosnia ed Erzegovina (bandiera) | D     | Vule Trivunović (capitano) |
| 21 | Serbia (bandiera)               | C     | Irfan Vušljanin            |
| 22 | Bosnia ed Erzegovina (bandiera) | C     | Amer Osmanagić             |
| 23 | Bosnia ed Erzegovina (bandiera) | A     | Mahir Karić                |
| 25 | Bosnia ed Erzegovina (bandiera) | C     | Gojko Cimirot              |
| 27 | Bosnia ed Erzegovina (bandiera) | C     | Almir Aganspahić           |
| 28 | Croazia (bandiera)              | D     | Mario Tadejević            |
| 29 | Bosnia ed Erzegovina (bandiera) | D     | Amer Dupovac               |
| 30 | Croazia (bandiera)              | P     | Matej Delač                |
| 33 | Bosnia ed Erzegovina (bandiera) | D     | Alija Čulov                |
| 50 | Bosnia ed Erzegovina (bandiera) | C     | Faris Handžić              |
| 70 | Costa d'Avorio (bandiera)       | C     | Germain Kouadio            |
| 74 | Bosnia ed Erzegovina (bandiera) | D     | Andria Petrović            |
| 77 | Bosnia ed Erzegovina (bandiera) | D     | Bojan Puzigaća             |
| 88 | Bosnia ed Erzegovina (bandiera) | C     | Samir Radovac              |
| 99 | Bosnia ed Erzegovina (bandiera) | A     | Nemanja Bilbija            |